# Андреа Леанд
Андреа Леанд (англ. Andrea Leand; нар. 18 січня 1964) — колишня американська тенісистка.
Найвищу одиночну позицію світового рейтингу — 12 місце досягла May, 1982 року.
Здобула 1 одиночний та 1 парний титул.
Найвищим досягненням на турнірах Великого шолома був чвертьфінал в парному розряді.
Завершила кар'єру 1996 року.

## Фінали турнірів WTA

### Парний розряд (1–2)
| Перемога — Легенда            |
| Турніри Великого шолома (0–0) |
| Турніри Туру WTA (0–0)        |
| Tier I (0–0)                  |
| Tier II (0–0)                 |
| Tier III (0–0)                |
| Tier IV (0–0)                 |
| Tier V (0–0)                  |
| Virginia Slims (1–2)          |

| Фінали за покриттям |
| Тверде (0–1)        |
| Трава (0–0)         |
| Ґрунт (0–0)         |
| Килим (1–1)         |

| Результат | W/L | Дата     | Турнір                   | Покриття  | Партнерка        | Суперниці                          | Рахунок  |
| --------- | --- | -------- | ------------------------ | --------- | ---------------- | ---------------------------------- | -------- |
| Поразка   | 0–1 | Бер 1984 | Бостон, Массачусетс, США | Килим (i) | Мері-Лу Деніелс  | Барбара Поттер Шерон Волш          | 6–7, 0–6 |
| Поразка   | 0–2 | Тра 1984 | Йоганесбурґ, ПАР         | Тверде    | Сенді Коллінз    | Розалін Феербенк Беверлі Моулд     | 1–6, 2–6 |
| Перемога  | 1–2 | Жов 1984 | Zurich Open, Швейцарія   | Килим (i) | Андреа Темешварі | Клаудія Коде-Кільш Гана Мандлікова | 6–1, 6–3 |